# 中国大陆高校扩招
高校扩招，也称为大学扩招或大学生扩招，是指中华人民共和国自1999年开始的，基于解决经济和就业问题的扩大普通高校本专科院校招生人数的教育改革政策。进入2008年后，教育部表示1999年开始的扩招过于急躁并逐渐控制扩招比例，但在2009年环球金融风暴的背景下，教育部开始了研究生招生比例的调节。

## 背景
1992年，邓小平南巡，积极肯定了改革开放和市场经济。大规模的国企改制开始推行，经营不善的国企纷纷倒闭，政府开始精简人员，国企改制导致了国企不可能像之前那样大规模接受大学生，于是1996年，国家开始了双向选择，自由择业的试点，到1998年大学生由国家分配工作的制度基本取消，当年70%以上的大学毕业生是自主择业的。
同时，在1992年到1998年，由于国企改制，市场经济改革等原因，国内出现了大规模的失业人群。其中1997年全国下岗人员为2115万人。
经济方面，90年代前期，中国经济过热，通货膨胀率极高，朱镕基开始对过热的经济进行降温——也就是著名的软着陆。通过1993年－1996年的软着陆，使通货膨胀率成功的从1994年的24.1%下降到1996年的8.3%，但是同时，经济增速也大大放缓，国内需求疲软。

### 教育情况
中国文革结束恢复高考招生以来，高校招生规模尽管在逐年增长，但在1999年之前，高校扩招年均增长都只在8.5％左右。

## 政策的制定与实施
1998年11月，经济学家汤敏以个人名义向中央提交了一份建议书《关于启动中国经济有效途径———扩大招生量一倍》，建议中央扩大招生数量。在这份建议书之中，他指出5点扩招的理由：
- 当时中国大学生数量远低于同等发展水平的国家。
- 企改革带来的大量下岗工人如果进入就业市场与年轻人竞争会出现恶性局面。
- 国家提出经济增长8%的目标，教育被认为是老百姓最大的需求，扩招可以拉动内需，激励经济增长。
- 高校有能力接纳扩招的学生，当时平均一个教师仅带7个学生。
- 高等教育的普及事關中华民族振兴。

建议被中央采纳之后，中央很快制定了以“拉动内需、刺激消费、促进经济增长、缓解就业压力”为目标的扩招计划。
1999年，当年招生人数增加51.32万人，招生总数达159.68万人，增长速度达到史无前例的47.4%，之后2000年的扩招幅度为38.16%，2001年为21.61%，2002年为19.46%，到2003年，中国普通高校本专科生在校人数超过1000万。
2006年，中国提出高等教育的发展要切实把重点放在提高质量上。2007年，中国教育部部长周济说：高等教育仍将继续扩招，但是幅度将大大放缓。进入2008年，全国普通高校本专科招生计划为599万，增长幅度仅为5%，同时，教育部开始对扩招进行反思，并且首次表示1999年决定的全国高校大规模扩招太急促。

## 高职扩招
2019年3月5日，中国国务院总理李克强在《政府工作报告》中提出：“要改革完善高职院校考试招生办法，鼓励更多应届高中毕业生和退役军人、下岗职工、农民工等报考，今年大规模扩招100万人”。
2020年5月22日，中国国务院总理李克强在《政府工作报告》提出：“今明两年职业技能培训3500万人次以上，高职院校扩招200万人，要使更多劳动者长技能、好就业”。
2022年3月1日，中国教育部召开新闻发布会，表示高职扩招任务圆满完成，2019、2020、2021三年共完成高职扩招413.31万人。

## 影响
扩招政策首先导致的问题是教育质量的下滑和基础设施的不足。以北京大学为例，1999年，扩招导致北大宿舍吃紧，部分学生需要自行解决住宿问题。2002年，北京市教委对50所高校做过一次调查，发现65%的学校由于师资力量缺乏所以没有能力继续扩招，86%的学校出现了硬件不足和经费短缺的问题。
同时，师资力量的缺乏导致了学校教学质量的大幅下滑，以湖南为例，从1998年到2005年，高校在校生数量增加了4.2倍，而教师数量仅仅增加了2.1倍。师资力量严重滞后于学生增长速度，但是如果快速扩大教师队伍又会严重的影响师资水平。
从第一批扩招的大学生进入社会的2003年开始，大学生就业问题就开始成了全社会关注的话题。由于大学生包分配取消不到10年，扩招后的大学生就进入了就业市场，客观上，扩招政策扭曲了大学毕业生的供求体系，直接导致了大学生就业率和薪水的下降。2009年，中国将有700万大学生需要解决就业问题。除了庞大的就业需求之外，扩招导致的教育质量下滑，专业与课程结构不合理，不适合市场需求也成了大学生就业难的一大原因。
由于2009年中国受到金融危机冲击下的严重就业压力，政府开始将一部分大学生安排在基层工作，此外，还采取扩招研究生的办法解决就业压力，但是由于之前扩招的影响，很多人对此政策并不赞同。
就业压力也让中国大学毕业生的待遇水平一降再降，很多地区大学毕业生的待遇已经降到了和农民工一样的地步。很多大学迫于就业率低的压力出现了就业率作假的问题。
为了解决基础设施缺乏的问题，很多高校在扩招之后大规模扩建，掀起了高校基建热。结果因为基建规模太大，导致很多学校背上了巨额债务。截止2007年9月，全国高校贷款总额达到2000多亿人民币。 为了偿还贷款，一些学校不惜提高学费，降低分数录取。由于债务问题，很多高校的信用评级大幅度下降。

## 评价
由于扩招政策造成的严重的就业问题，部分民众对大学扩招和教育产业化持否定态度。但也有观点认为，失业率高是因为私企受限缺乏空间、国企改制、金融和高科技产业不活跃等原因造成的结构性失业，大学扩招本身并没有导致就业问题。大学扩招提高了中国大学生比例，普及了高等教育，对中国的长远发展有好处。